# David Gil Andreu
David Gil Andreu, (Màlaga, Andalusia, 7 de gener de 1978) és un exjugador de bàsquet espanyol. Amb 1.88 m d'alçada, la seua posició natural en la pista era la de base. Va jugar tant en la Lliga LEB com en l'ACB.

## Trajectòria
- Pedrera del Caja Ronda Màlaga i Unicaja Màlaga
- Unicaja (1997-1998)
- Club Baloncesto Breogán (1998-1999)
- Lucentum Alacant (1999-2002)
- CB Tenerife (2002-2004)
- Baloncesto Fuenlabrada (2004-2005)
- CB Ciudad de Huelva (2005-2006)
- Club Baloncesto Breogán (2005)
- Club Melilla Baloncesto (2006-2007)
- UB La Palma (2007-2008)
- San Sebastián Gipuzkoa Basket Club (2007-2008)

## Ascensos
Va aconseguir cinc ascensos de LEB a ACB:
- Club Baloncesto Breogán (1998-1999)
- Lucentum Alacant (1999-2000)
- CB Tenerife (2002-2003)
- Bàsquet Fuenlabrada (2004-2005)
- Sant Sebastià Guipúscoa Basket Club (2007-2008)